# Pak Szongcshol (politikus)
Pak Szongcshol (hangul: 박성철, handzsa: 朴成哲, RR: Pak Song-chol; Kjongdzsu (Gyeongju), 1913. szeptember 2. – Phenjan (Pyongyang), 2008. október 28.) észak-koreai diplomata, külügyminiszter, később miniszterelnök.

## Pályafutása
1972-ben miniszterelnök-helyettesként titkos látogatást tett Szöulban (Seoul-ban), az újraegyesítésre vonatkozó megállapodás érdekében.
Utoljára 2003 szeptemberében jelent meg nyilvánosan, amikor az ország fennállásának 55. évfordulójának alkalmából rendezett katonai parádét tekintette meg a páholyból.
2008 októberében hunyt el, a világ egyik legkorosabb miniszterelnöke volt.